# Eiskunstlauf-Europameisterschaft 1912
Die 18. Eiskunstlauf-Europameisterschaft fand am 10. und 11. Februar 1912 in Stockholm statt.

## Ergebnis

### Herren
| Platz | Sportler       | Land     |
| ----- | -------------- | -------- |
| 1     | Gösta Sandahl  | Schweden |
| 2     | Iwan Malinin   | Russland |
| 3     | Martin Stixrud | Norwegen |

Punktrichter:
- A. Anderberg  Schweden
- Josef Fellner  Österreich
- E. Hörle  Schweden
- Eugen Minich  Österreich
- V. Sreznewsky  Russland

## Quelle
- European figure skating championships 1910–1914. Skatabase, archiviert vom Original am 11. Oktober 2008; abgerufen am 18. Mai 2018 (englisch).